# Le Foulard merveilleux
Pour plus de détails, voir Fiche technique et Distribution.
Le Foulard merveilleux (ou Boireau - Le Foulard merveilleux) est un film muet français réalisé par Georges Monca et Albert Capellani, sorti en 1908.

## Fiche technique
- Titre : Le Foulard merveilleux
- Titre alternatif : Boireau - Le Foulard merveilleux
- Titre anglophone (États-Unis) : The Magic Handkerchief
- Réalisation : Georges Monca et Albert Capellani
- Scénario :
- Photographie :
- Montage :
- Société de production : Pathé Frères
- Société de distribution : Pathé Frères
- Pays d'origine :  France
- Langue : français
- Métrage : 145 mètres
- Format : Noir et blanc — 35 mm — 1,33:1 — Muet
- Genre :  Comédie, Film à trucs
- Durée : 4 minutes 50
- Numéro de catalogue Pathé : 2204
- Dates de sortie :
  -  France : 1908
  -  États-Unis : 30 novembre 1908

## Distribution
- André Deed : Boireau
- Aurèle Sidney

## À noter
- Le Foulard merveilleux figure dans le film documentaire Historia del cine: Epoca muda (1983) de José del Castillo consacré à la période du cinéma muet.